# Handalu Ilbei
Handalu Ilbei – wieś w Rumunii, w okręgu Marmarosz, w gminie Cicârlău. W 2011 roku liczyła 397 mieszkańców.